# Moringua microchir
Espèce
Moringua microchir est une espèce de poissons téléostéens serpentiformes.